# Forze di difesa croate
Le Forze di Difesa Croate (in croato: Hrvatske Obrambene Snage, in acronimo HOS) è stato un corpo militare organizzato in Croazia dal Partito Croato dei Diritti (Hrvatska Stranka Prava - HSP), un'organizzazione politica nazionalista e neofascista, a seguito della dichiarazione d'indipendenza della Croazia nel marzo del 1991, e della relativa secessione dalla Repubblica Federale Jugoslava.
Formate esclusivamente da volontari, di nazionalità croata o straniera, furono tra le prime unità militari organizzate che operarono durante la guerra d'indipendenza croata, e con il Consiglio di difesa croato (Hrvatsko Vijeće Obrane - HVO), e la Difesa territoriale della Bosnia ed Erzegovina (Teritorijalna Obrana Bosne i Hercegovine - TO BiH), hanno costituito la spina dorsale delle forze combattenti in difesa della Bosnia ed Erzegovina. A livello di organizzazione tattica, il corpo HOS era suddiviso in battaglioni (bojna) o compagnie (satnija) e non ha mai riunito i propri reparti in unità di livello tattico maggiore (es. brigate o divisioni).
Dal punto di vista dell'impiego tattico il HOS operava come fanteria leggera, i suoi reparti essendo addestrati e utilizzati come reparti d'assalto, interdizione tattica e per operazioni militari speciali. Essendo truppe volontarie caratterizzata da estrema determinazione e, in media, ben equipaggiate e addestrate, spesso le unità HOS vennero impiegato come "pompieri" del fronte, inviate cioè ad intervenire d'urgenza dove la situazione militare era particolarmente critica.
In Croazia, il HOS fin dalle prime fasi del conflitto (primavera 1991) si è impegnato massicciamente in affiancamento alle forze armate regolari croate, tanto che in alcune zone della Croazia, soprattutto in Banja e Slavonia, le unità HOS furono inizialmente le uniche forze militari croate disponibili; successivamente (gennaio 1992) l'HOS è stato integrato nella Guardia nazionale durante la ristrutturazione delle forze armate croate cessando di essere una componente militare a sé stante e diventando un corpo militare governativo a tutti gli effetti.
In Bosnia ed Erzegovina per qualche tempo le unità HOS fecero parte dell'Esercito della BiH, ma in parte si sciolsero e in parte confluirono nelle unità dell'esercito della Repubblica Croata dell'Erzegovina (HVO) dopo l'assassinio del comandante delle HOS in Erzegovina, maggior generale Blaž Kraljević (agosto 1992) e dopo lo scoppio del conflitto tra croati e bosniaci. Con lo scoppio del conflitto croato-musulmano dell'autunno 1992, infatti quasi tutte le unità HOS in Bosnia aderirono all'esercito croato o alle formazioni del HVO, e solo poche scelsero di combattere nel campo bosniaco. Molti militari HOS, sia in Croazia sia in Bosnia, erano di religione musulmana.
Tutte le unità HOS furono ufficialmente sciolte dal governo croato nel 1995 e trasformate in reparti di fanteria leggera inquadrati nelle brigate dell'esercito croato, ma continuarono a portare le loro caratteristiche insegne e distintivi fino al 1994 (in alcuni casi fino al 1995).
L'idea di base delle HOS si rifaceva alla dottrina politica del Partito Croato dei Diritti e più in generale del nazionalismo croato: riportare la Croazia ai confini storici che aveva durante la seconda guerra mondiale; le unità delle HOS si rifacevano nei simboli, insegne e uniformi, alla tradizione militare croata del medioevo, alla storia antica croata, all'uniformologia ed ai regolamenti dell'esercito croato della seconda guerra mondiale e in particolare ai reparti degli Ustascia, della cui tradizione patriottico-militare si consideravano diretti eredi. Per le sue posizioni ideologiche di acceso nazionalismo e per l'intensa attività operativa dei suoi reparti (che venivano spesso inviati d'urgenza nei punti più "caldi" del fronte), il HOS attirò nei suoi ranghi molti volontari; all'apice della sua forza (estate 1992) contava 40 unità (tra compagnie e battaglioni) con più di 5000 effettivi, e si calcola che più di 7000 uomini e donne abbiano prestato servizio nel HOS. Le unità HOS sono considerate tra le più efficienti unità militari croate del conflitto, dove si conquistarono una solida reputazione di combattenti valorosi e determinati.

## Storia

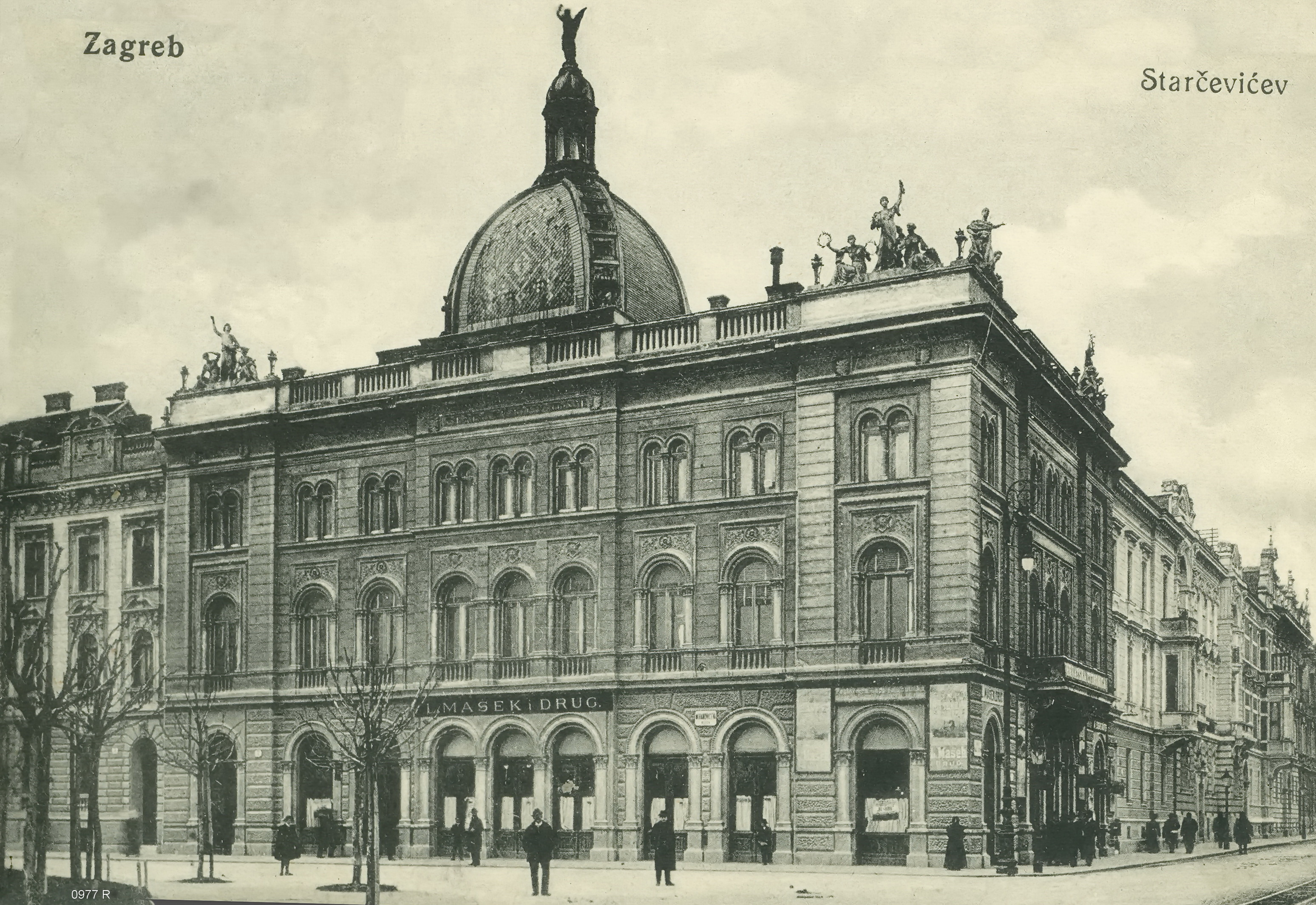
Palazzo Starčević (Starčevićev Dom) a Zagabria, sulla piazza Re Tomislav (Trg Kralja Tomislava), in un'immagine di inizio '900. Lo storico edificio era già stato la sede del Partito Croato dei Diritti dal 1861, e nel 1991-1994 ospitava anche il Comando generale del HOS.

### La primavera croata
In Croazia nel 1990 la dirigenza dell'allora Repubblica Socialista di Croazia (una delle sei Repubbliche che formavano la Repubblica Socialista Federale di Jugoslavia) comincia a prendere atto che le spinte indipendentiste dell'opinione pubblica sono sempre più forti. I regimi comunisti dell'Europa dell'Est cadono uno dopo l'altro e il mastice che teneva unite le differenti nazioni ed etnie della Jugoslavia è sempre più debole, soprattutto dopo che la Lega dei Comunisti di Jugoslavia (Savez Komunista Jugoslavije - SKJ), dopo la morte di Josip Broz "Tito" (di etnia croata) è saldamente appannaggio dei membri serbi del partito, il che ha creato forti attriti nella dirigenza comunista, che in Jugoslavia costituisce l'autorità nazionale dal 1945. A Zagabria, il 25 febbraio del 1990 viene restaurato il Partito Croato dei Diritti (Hrvatska Stranka Prava, HSP) un movimento politico nazionalista e fieramente anticomunista di antiche tradizioni, fondato da Ante Starčević nel 1861 e soppresso da Tito nel 1945; il Partito Croato dei Diritti, o HSP, è guidato dal suo presidente, Dobroslav Paraga. Sull'onda dei grandi cambiamenti sociopolitici che stanno per concretizzarsi, le autorità lasciano per il momento indisturbato l'HSP benché questo cominci subito la sua attività politica.

### Le comunità serbe in Croazia si ribellano

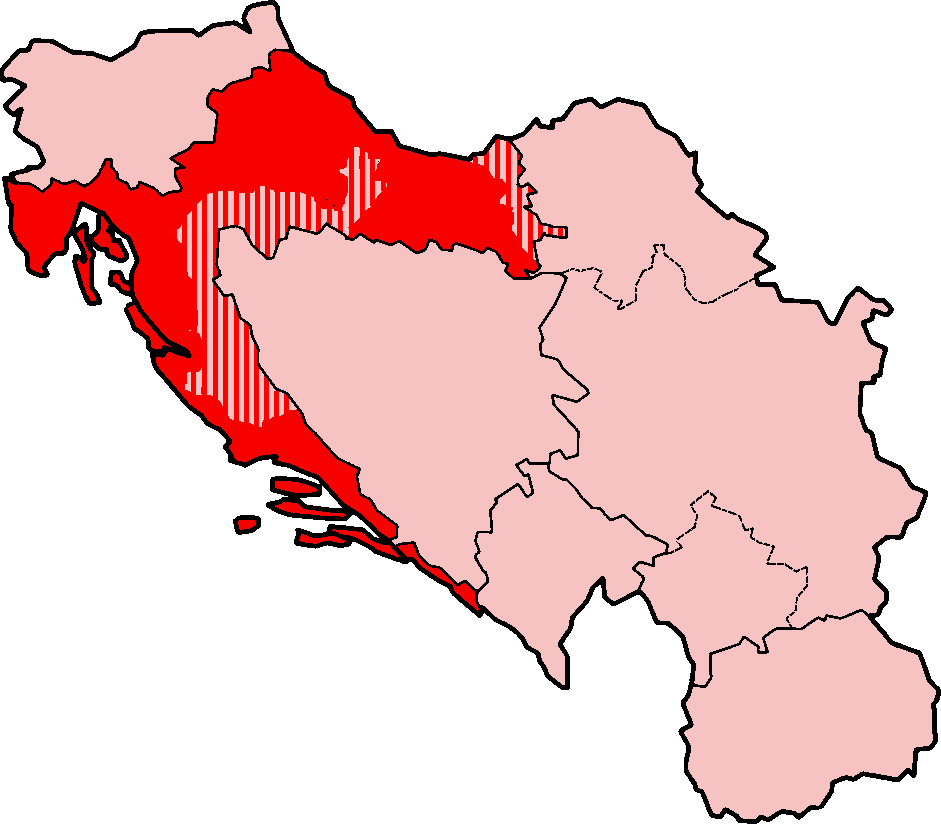
La Repubblica di Croazia nel 1991, all'atto della dichiarazione di indipendenza. Le aree tratteggiate indicano le provincie dove le comunità serbe avevano proclamato delle Repubbliche autonome (Krajine) che immediatamente cominciarono a organizzare milizie paramilitari con l'appoggio dell'esercito jugoslavo. Dopo il massacro di Plitvice del 31 marzo 1991, gli incidenti e le aggressioni sfociarono rapidamente in guerra aperta tra la Croazia e le Krajine serbe.

Poiché gli abitanti di origine serba residenti in Croazia si sono sempre opposti all'indipendenza croata, con i clamorosi cambiamenti istituzionali del 1990 la loro animosità va ora sempre più crescendo al punto che, nelle provincie croate in cui gli abitati serbi sono particolarmente numerosi, cominciano a formare delle vere comunità autonome all'interno dello Stato croato ancor prima che questo fosse ufficialmente indipendente; e tali comunità serbe, denominate Krajine, iniziano immediatamente a costituire milizie paramilitari di guerriglieri (Četnici), che fin dall'estate del 1990 (subito dopo cioè la dichiarazione di autogoverno della Croazia) iniziano a scontrarsi con le armi con le autorità locali croate appena istituite. I proclami dei capi locali serbi si fanno sempre più minacciosi verso le autorità e la popolazione croata. Perdipiù, il governo federale jugoslavo di Belgrado, nominalmente ancora in potere, manda chiari segnali di condiscendenza verso le comunità serbe e di chiusura, se non ostilità, verso un'eventuale Nazione croata indipendente. Di conseguenza, molti croati cominciano volontariamente ad armarsi per difendere i loro villaggi e città in caso di guerra. 

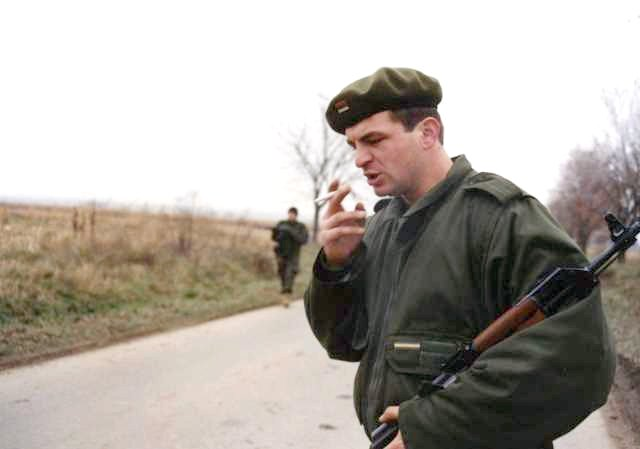
Membro di una milizia paramilitare serba, appartenente alla Krajina della Slavonia Orientale, ripreso a Erdut nel 1991. Furono questi gli irriducibili avversari del HOS, durante le sanguinose battaglie della Slavonia e della Banja.

Il 21 dicembre del 1990 scoppia l'aperta ribellione dei serbi di Croazia, che proclamano a Knin la Repubblica Serba di Krajina; e presto l'Esercito Jugoslavo (Jugoslovenska Narodna Armija - JNA) appoggia i ribelli serbi con armi e materiali. La Croazia non dispone ancora di un esercito, poiché gli accordi relativi alla dichiarazione di indipendenza prevedono che sia l'Esercito federale jugoslavo a provvedere, per il momento, alla difesa nazionale; tantopiù che l'JNA aveva già sequestrato le armi nei depositi della Difesa Territoriale (Teritorijalna Obrana - TO) in Croazia già nel maggio 1990. I croati perciò dispongono solo della polizia, la ex-milizia comunista (Milicija), di dubbia affidabilità poiché i dirigenti più elevati sono in larga parte filocomunisti (lo stesso presidente croato Franjo Tuđman era stato generale della polizia segreta ai tempi di Tito) e molti sono di etnia serba. Gli scontri si intensificano per tutto l'inverno, fino a culminare nel celebre massacro di Plitvice (marzo 1991) e anche se i dirigenti del Partito dei Diritti non hanno ancora l'intenzione di creare un esercito di partito, dopo la tentennante reazione iniziale della leadership croata Paraga e Paradžik cominciano a prendere in considerazione di istituire unità armate a difesa della popolazione croata. La decisione definitiva dei dirigenti del HSP di creare un corpo militare è suggellata nel maggio 1991, contestualmente alla dichiarazione d'indipendenza e di abbandono della federazione Jugoslava da parte della Croazia del 19 maggio, e quando il conflitto appare ormai inevitabile.

## Impiego operativo

### Formazione
Le Forze di Difesa Croate (HOS) sono costituite ufficialmente nel giugno 1991 da Dobroslav Paraga. Immediatamente viene stabilito un Comando Generale HOS (Glavni Stožer HOS-a), con a capo Ante Paradžik. Era situato a Zagabria nella sede del HSP in via Šenoinoj al numero 13, e più tardi a Palazzo Starcevic.

Un tipico reparto HOS ritratto in Croazia nell'inverno 1991-92. Notare l'equipaggiamento dei militari, di produzione statunitense. Le armi sono fucili d'assalto AKM e due militari imbracciano fucili di precisione M76, l'arma classica dei temuti Snajperisti (cecchini).

Non tutti i leader del Partito dei Diritti concordano con la costituzione del HOS. Il Segretario del partito, Krešimir Pavelić, dichiarò che non riteneva necessario, e anzi potenzialmente dannoso, creare un esercito parallelo e concorrente con le unità esistenti della Guardia nazionale croata e quando le formazioni HOS vengono comunque fondate, Pavelić lascia il partito per protesta.
Inizialmente male organizzati, equipaggiati alla meno peggio, con armi leggere fatte affluire da mille rivoli o procurate personalmente, le prime unità HOS si impegnano subito in scontri con i paramilitari serbi (Cetnici) distinguendosi per aggressività e determinazione, in contrasto con la reazione piuttosto timida della Polizia croata e della Guardia Nazionale croata (ancora in via di formazione); e quindi attraggono l'attenzione (e il consenso) dell'opinione pubblica. Più tardi, grazie alle donazioni di emigrati croati e dei propri associati, (specie da Australia e Canada), la leadership della HSP riesce ad acquistare una maggiore quantità di armi e il numero dei volontari HOS cresce. Gli uomini del HOS raccolgono a Palazzo Starčević diverse armi, tra cui dei cannoni senza rinculo BST e dei pezzi antiaerei catturati durante le battaglie con l'esercito jugoslavo ormai intervenuto massicciamente negli scontri. Per tutta l'estate 1991 il HOS si segnala in molti scontri ottenendo diversi successi locali, che impediscono alle formazioni paramilitari serbe di impadronirsi di molti villaggi in Slavonia e Banja.

### Rafforzamento e ampliamento del HOS
Le unità HOS vengono formate anche con croati venuti dalla Bosnia-Erzegovina (ma niente affatto in maggioranza, come invece spesso si afferma) oltre che residenti all'estero, nonché da cittadini di altri Paesi con origini croate. Durante le prime, febbrili battaglie della guerra l'HOS ha attirato l'attenzione del pubblico sia in Croazia che in Europa, e alcuni stranieri, militari di carriera, hanno lasciato il loro paese per arruolarsi. Sono soprattutto loro ad addestrare i soldati del HOS, che diventa così una delle forze combattenti più importanti schierate dalla Croazia durante il conflitto. Secondo gli accordi tra i dirigenti del HSP e del Ministero della Difesa della Slovenia Janez Jansa, alcuni membri HOS sono stati addestrati in Slovenia dalla Difesa Territoriale. Campi di addestramento HOS in Croazia vengono intanto organizzati sul monte Žumberak, in una piccola scuola di Zagabria a Dubrava, a Žnjan-Tugara vicino a Spalato, e sulle isole di Brač e di Ciovo. I reparti HOS infatti cominciano a formarsi spontaneamente in tutta la Croazia, dovunque ci sia una sede del HSP che ovviamente mette a disposizione le proprie strutture e risorse. 

Emblema del 9º Battaglione HOS (IX. Bojna) "Rafael Vitez Boban" di Spalato, una delle più celebri unità militari di tutta la Croazia.

I finanziamenti cominciano ad arrivare alla sede del HSP non appena la reputazione militare delle unità del HOS comincia a consolidarsi. Soprattutto provengono dalle potenti comunità croate in esilio, e questo è un elemento ulteriore di polemica con le autorità governative croate che reclamavano per sé la gestione di tutti gli aiuti dai croati residenti all'estero. Per quanto formazione di fatto paramilitare, il HOS è ufficialmente riconosciuto dal governo croato come "corpo ausiliario di volontar" fin dalle prime fasi della sua esistenza, e i suoi militi sono perciò qualificati giuridicamente come combattenti legittimi: un elemento che avrà un notevole peso, mesi dopo (inizio 1992 - vedi sotto), nella decisione di incorporare definitivamente l'HOS nelle riorganizzate Forze Armate Croate (OSRH, Oružane Snage Republike Hrvatske).
I ranghi del HOS in Croazia aumentano così rapidamente e raggiungono i 5000 uomini, impiegati in combattimento su tutti i fronti: Slavonia, Lika, Banja, Dalmazia, Istria. Inquadrate nei Korpus (Corpi) della ZNG, la Guardia Nazionale Croata, che ne assume il comando operativo al fronte, le Bojne (Battaglioni) e Satnije (Compagnie) del HOS godono subito di uno status di ampia autonomia in relazione alle truppe regolari della Guardia Nazionale e reclamano il diritto di essere comandati dai propri ufficiali; diritto che venne loro riconosciuto ufficialmente ma che fu sempre fonte di aspri confronti con i vertici della ZNG (Zbor Narodne Garde – Guardia nazionale croata), molti dei quali provenivano dall'esercito jugoslavo e, abituati alle rigide procedure comuniste, mal tolleravano questa libertà d'azione che consideravano quasi un abuso. Nel corso del 1991 le unità HOS partecipano insieme con le truppe della Guardia Nazionale nella battaglia delle caserme della JNA, a Zagabria, Varaždin e in altre regioni croate, inoltre le unità HOS in Dalmazia sono pesantemente impegnate a Gospić, Spalato, Zara e Sebenico nel contrastare le offensive dell'esercito jugoslavo e le scorrerie delle formazioni di Cetnici serbi. Per il brillante comportamento sul campo degli uomini delle HOS, anche l'HSP cresce in popolarità. Nell'autunno del 1991 Compagnie o Battaglioni HOS sono attivi in tutte le città croate in cui opera l'HSP.

### Formazione delle prime unità HOS e impiego al fronte
Il 10 settembre 1991 sulla piazza Ban Jelačić, la principale di Zagabria, passò in rassegna una compagnia HOS d'élite di 70 uomini, tutti volontari, davanti a 10.000 cittadini croati. L'unità, battezzata Vukovarska Satnija HOS-a ("compagnia HOS di Vukovar") fu subito dopo inviata sul fronte della Slavonia sotto il comando del maggiore Robert Silić, e inviata di rinforzo nella terribile battaglia di Vukovar. Silić cadrà in combattimento il 13 novembre, con quasi tutti i suoi uomini.
Allo stesso tempo, unità HOS sono fondate in Dalmazia. Nel maggio 1991, le unità HOS in Dalmazia erano al livello di una singola compagnia, basata a Spalato. Entro ottobre 1991 a questa unità se ne sono aggiunte altre 11 mentre l'HOS di Spalato cresce e ottiene lo status di Battaglione: IX. Battaglione "cavaliere Rafael Boban", (IX. Bojna HOS-a Rafael Vitez Boban) e il suo primo comandante è il maggiore Jozo Radanović, ex presidente della filiale HSP a Spalato, succeduto poi dal maggiore Marko Skejo. Il IX. Battaglione diventa ben presto una delle unità HOS più famose della Croazia e nel corso del conflitto acquista, a prezzo di molto sangue, una notevolissima attività operativa e una reputazione quasi leggendaria fra il pubblico croato. Altre unità HOS in Dalmazia particolarmente attive e organizzate, emergono nello stesso tempo: in difesa di Gospić e nella zona circostante è attivo il 19º Battaglione "Vitez Jure Francetić" ("cavaliere Jure Francetic") sotto il comando del tenente colonnello Valentin Rajković. A Zara, opera da fine novembre la 1a Satnjia HOS-a "Ante Paradžik" (1ª Compagnia HOS "Ante Paradžik"), parte del 3º Battaglione della 112ª Brigata ZNG, al comando del capitano Zlatko Šabić, più tardi rinominata 1a Jurisna Satnija (1ª Compagnia d'Assalto).
Il HOS opera in Slavonia anche a Vinkovci e dintorni. Nelle vicinanze di Vinkovci ha la sua zona operativa un'altra celebre unità: il 6º Battaglione "Marijan Baotić" che alla fine di febbraio '92 contava 400 uomini, sotto il comando del maggiore Ivica Župković e poi del capitano Ivan Zoraj. Osijek e Čepin sono difesi dalla Čepinska Bojna HOS-a (Battaglione HOS di Čepin) al comando del maggiore Slobodan Tolj. 

### Tensione e crisi tra il governo e l'HSP
Nel frattempo Ante Paradžik, segretario del Partito dei Diritti e responsabile per l'organizzazione e l'addestramento delle HOS, è diventato un personaggio molto popolare, e l'efficienza delle unità HOS comincia a sollevare l'invidia e il malumore dei governanti croati. Il 21 settembre 1991 Paradžik viene ucciso vicino a Zagabria dalla polizia croata mentre era alla guida della sua vettura, in un conflitto a fuoco, contro chi non si sa ancora oggi. La spiegazione della polizia fu che "una soffiata anonima aveva avvertito che la vettura trasportava terroristi serbi". I sospetti cominciano immediatamente a cadere sul ministro dell'interno croato Ivan Vekić, sul potente capo dei servizi segreti Josip Manolić e sui molti elementi filojugoslavi della polizia, e un'ondata di sdegno scuote l'opinione pubblica: ma l'inchiesta viene sospesa "per motivi di priorità" a causa degli avvenimenti bellici; e non approderà mai a nulla. Dopo la morte di Paradžik, temporaneo capo ad interim del personale HOS diventa Ante Djapić. Il segretario del HSP Dobroslav Paraga all'inizio nel 1992 evita anche lui la morte per un soffio quando un attentato fa esplodere la sede HOS a Vinkovci, uccidendo cinque persone mentre otto sono ferite. Anche in questo caso i sospetti della stampa e del pubblico si concentrano subito sulla polizia croata, che a sua volta scarica la colpa sui servizi segreti comunisti.
Per tutta la durata del conflitto i rapporti tra l'HSP e l'HOS da una parte e le autorità croate dall'altra, saranno sempre tesi e difficili. Le autorità croate erano formate per lo più da ex-comunisti e da „nuovi volti“ con forti interessi economici nella politica, e non nascosero mai la loro ostilità per l'HSP, accusato di essere un movimento nazionalista intransigente e scomodo, che inorridiva al minimo segno di compromesso coi serbi, invocava apertamente l'offensiva per liberare le regioni croate sotto occupazione serba, e riportare la Croazia ai suoi confini storici; e che si opponeva fieramente alla presenza di Commissioni europee, missioni OCSE, osservatori ONU ecc. che, temeva, avrebbero solo „insabbiato“ il conflitto lasciando il 30% della Croazia in mano ai serbi per chissà quanto tempo (occorre dire che tale visione dei fatti era largamente diffusa nell'opinione pubblica croata, in quelle fasi della guerra).
l'HSP dal canto suo non cessò mai di contestare con veemenza la politica del governo croato, ritenuta troppo „accomodante“ e supina nei confronti dell'Unione europea (che stava mostrando tutta la sua incapacità di porre fine alle ostilità); l'HSP concepiva la Guerra di Liberazione nel senso più radicale, come una crociata contro i serbi e il comunismo, e non riteneva accettabile un esito del conflitto diverso dalla vittoria e dalla liberazione di tutte le città, province e villaggi croati. Né l'HSP cessò mai di denunciare la corruzione e l'incompetenza degli uomini politici croati, portando alla luce diversi scandali che smascheravano il peculato dilagante e talora la connivenza con gli aggressori serbi. L'HSP era visto dal governo croato pertanto come un ostacolo alla propria politica e un elemento deteriorante dei rapporti con gli altri Paesi. Le autorità croate ricorsero, come si è detto, a mezzi estremi per sbarazzarsi degli avversari politici e l'HSP pagò a caro prezzo la sua ideologia, specialmente ad opera dell'allora capo dei Servizi di Sicurezza Croati ed ex-primo Ministro croato, Josip Manolić, ex-comandante dell'UDBA (la temuta polizia politica jugoslava). L'HOS era uno strumento di combattimento prezioso e non subì particolari conseguenze: ma fu sempre guardato con sospetto e diffidenza dalla dirigenza politica croata.

### Gli HOS a Vukovar (per approfondire: Battaglia di Vukovar)

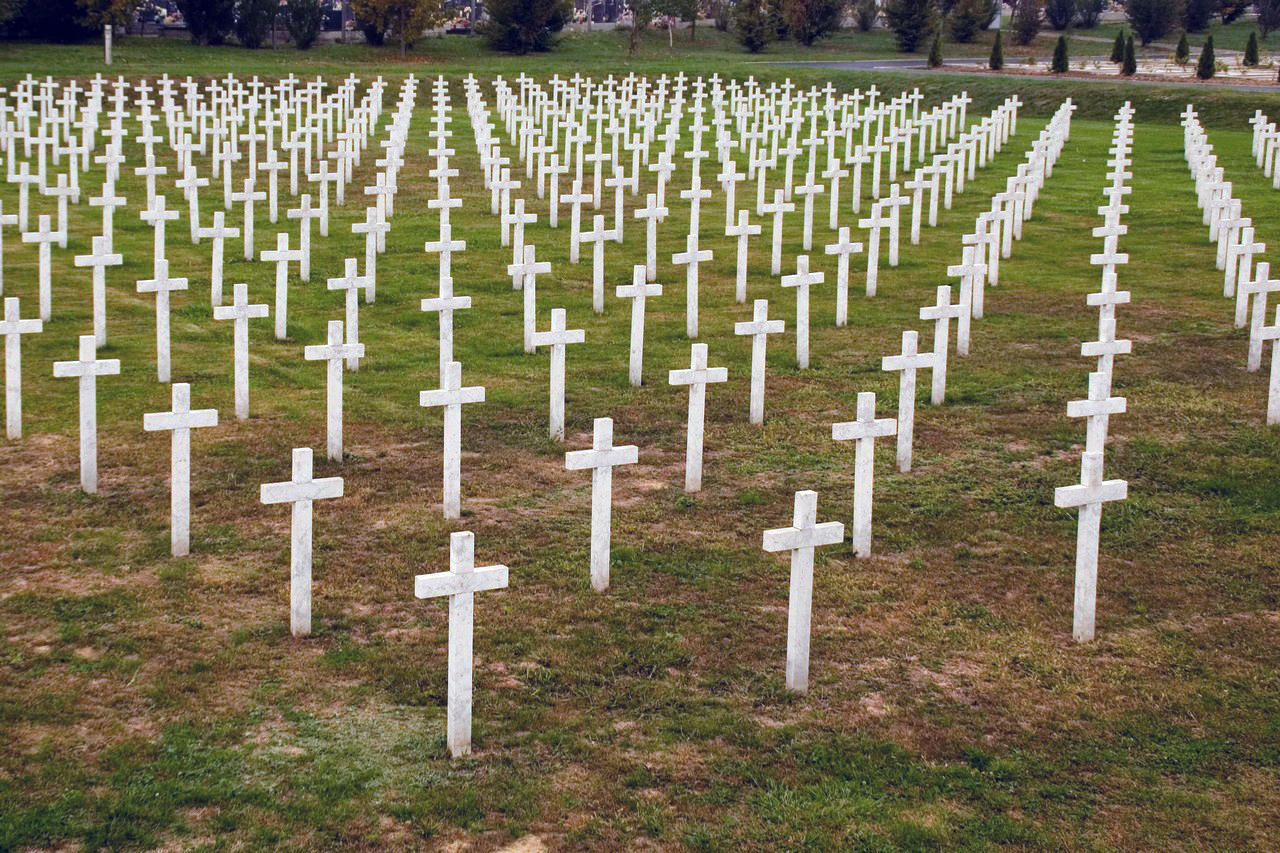
Cimitero di guerra dei caduti nella battaglia di Vukovar (1991). Il numero delle vittime dei combattimenti è tuttora incerto; i volontari del HOS che presero parte alla battaglia caddero quasi tutti combattendo.

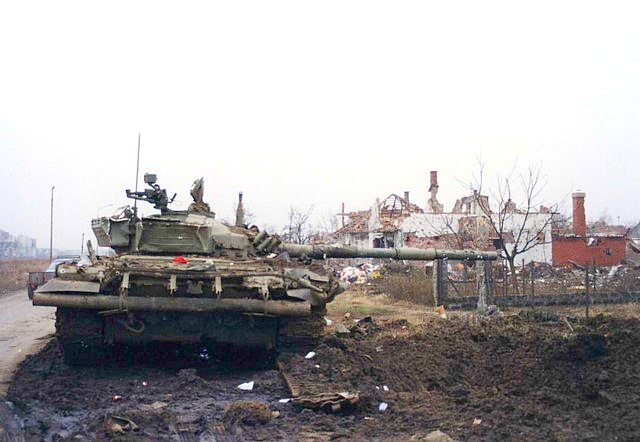
Carro M-84 dell'JNA (esercito federale jugoslavo) distrutto dai croati alla periferia di Vukovar, nell'ottobre 1991. La difesa della città fu condotta con eroismo disperato da parte degli assediati. La città cadde il 20 novembre, dopo oltre 3 mesi di assedio.

Ai primi di novembre 1991, la città stremata di Vukovar chiede nuovamente aiuto a Paraga, il quale comincia in tutta fretta a reclutare volontari tra i militi HOS già addestrati ed esperti al combattimento, e raccoglie armi e rifornimenti. Il 13 novembre 1991, da Zagabria partono 150 soldati HOS, con armi e rifornimenti, sotto il comando del maggiore Eugen Meindorfer, per aiutare la città assediata. A Vinkovci però li ferma Tomislav Merčep, segretario del ministro degli interniIvan Vekić. Egli comunica di avere ordini da Zagabria di prendere il comando del reparto, e li manda a Osijek, nella ex "Caserma Rossa" negando loro il permesso di proseguire. Paraga si rivolge allora direttamente all'ex ministro della Difesa, generale Martin Špegelj, il quale il 16 novembre giunge a Osijek, ordina a Meindorfer di mettere i suoi uomini in assetto da combattimento e ordina a Merčep di mettersi immediatamente in marcia verso Vukovar, lanciando un attacco per permettere ai civili residenti in fuga di salvarsi poiché la città ormai non può più difendersi. Merčep rifiuta, con il pretesto che l'unica strada percorribile attraverso i campi di mais è minata. Meindorfer e i suoi volontari non vengono rilasciati per aiutare Vukovar e la città cade in mani serbe il 20 novembre. I combattenti HOS già presenti in città (circa 200), i superstiti del reparto di Silić e altri elementi HOS entrati in città coraggiosamente alla spicciolata, decidono di restare e di resistere a oltranza. Gran parte di essi cade combattendo, soprattutto nell'ultima fase dell'offensiva lanciata il 18-19 novembre dalle forze paramilitari serbe con il massiccio supporto dell'artiglieria e dei carri armati dell'esercito jugoslavo.
Pochissimi si salvano, attraversando rocambolescamente le linee serbe nella notte tra il 19 e il 20 novembre. Circa 20 (o forse 30: non ci sono dati precisi) vengono presi prigionieri nell'ospedale di Vukovar dalle milizie paramilitari serbe, assieme a centinaia di altri militari e civili feriti, e scompaiono nel nulla.

### Inquadramento nell'esercito croato
Dopo che il 23 novembre 1991, all'indomani della caduta di Vukovar, viene pubblicato un annuncio di mobilitazione generale, le unità HOS gradualmente sono assorbite nelle Brigate dell'esercito croato (Hrvatska Vojska), che a quel punto è ufficialmente formato ed è costituito dalla Guardia Nazionale (ZNG) e dalla Riserva. il 13 gennaio 1992 tutte le unità HOS ricevono l'ordine di entrare nell'Esercito. Questo processo è in gran parte completato entro marzo del 1992 e rappresenta un momento fondamentale nella storia del HOS, che da formazione paramilitare semiufficiale diventa così un corpo militare istituzionale a tutti gli effetti, parte integrante (e non più parallela) delle forze armate croate. L'Esercito croato rileva inoltre i campi di addestramento del HOS. Più specificamente, le unità HOS, battaglioni e compagnie, vengono incorporate nelle Brigate della ZNG territorialmente competenti. Ottengono di conservare i propri comandanti, di nominare autonomamente gli ufficiali, di conservare bandiere e insegne, ma dal punto di vista dell'impiego operativo passano agli ordini dei comandi di Brigata a cui appartengono. Alcune unità conservano una certa indipendenza formale fino al 1993, ma sempre come parte dell'esercito croato. Il livello di efficienza militare dei reparti HOS aumenta perciò notevolmente a partire dalla primavera 1992: ora i volontari HOS dispongono di strutture logistiche di gran lunga migliori, di forniture più o meno regolari di equipaggiamenti e uniformi, di armi più moderne, di basi per l'addestramento e di uno stipendio mensile (lo stesso previsto per i militari croati: 200 marchi tedeschi (100 Euro, 2014) al mese, mentre in precedenza non percepivano nulla). Comincia così per le unità HOS un intenso ciclo operativo sui settori più caldi del fronte, Slavonia e Dalmazia. Ma alcune unità HOS si trasferiscono in Bosnia-Erzegovina, poiché sono proprio allora iniziate le ostilità tra le truppe jugoslave e i paramilitari serbi da un lato, e le milizie volontarie croate e bosniache dall'altro.

## HOS in Bosnia-Erzegovina (1992-1994)
Con l'istituzione della democrazia parlamentare in Bosnia-Erzegovina nel 1990, iniziano a stabilirsi e organizzarsi i partiti politici, tra cui l'HSP. Subito in Bosnia-Erzegovina ha cominciato a ripetersi lo scenario di rivolta armata delle comunità serbe già visto in Croazia, e l'HSP ha cominciato a istituire unità HOS in Bosnia-Erzegovina. Lo Stato Maggiore HOS in Erzegovina è stato fondato già il 18 dicembre 1991, dopo la creazione della prima unità HOS in Bosnia-Erzegovina, a fine ottobre 1991, a Ljubuški. L'Ufficio Militare Personale HOS è a Zenica. L'HOS in Bosnia-Erzegovina, dall'inizio delle ostilità fino al suo scioglimento, era a composizione mista, formato da croati, e fino al 40% da musulmani bosniaci. Secondo i documenti ufficiali del HOS, venne raggiunta in Erzegovina la forza complessiva di 5134 uomini. 
All'inizio della guerra, le unità HOS sono presenti nei punti più critici del campo di battaglia, da Sarajevo, attraverso l'Erzegovina Occidentale a Bosanska Posavina. L'HOS ha svolto un ruolo importante nella liberazione di Mostar, Capljina, Neum e Stolac oltre che nella difesa di moltissimi paesi e villaggi dall'offensiva serba. L'obiettivo dei comandi del HOS era fin dall'inizio di lavorare per ottenere un fronte unito di bosniaci e croati, contro le forze serbe. Pertanto, mentre in Croazia l'HOS era integrato abbastanza armonicamente nell'Esercito croato, in Erzegovina (la regione bosniaca a maggioranza croata e dove era sorta una Repubblica croata) si poneva in aperta concorrenza con il Consiglio di difesa croato (HVO) per l'influenza sui croati bosniaci. Alla fine di luglio 1992, a Capljina (Erzegovina), centinaia di soldati del HVO (Battaglione "Sokol") passarono nelle HOS e simili episodi sono accaduti a Tomislavgrad, Livno e Mostar. 
Ufficialmente, l'HOS non poteva essere parte integrante dell'esercito croato sul fronte dell'Erzegovina poiché, sempre ufficialmente, l'esercito croato non era presente su quel fronte; sulla carta infatti la Repubblica Croata di Bosnia-Erzegovina (Hrvatska Republika Herceg-Bosne) era una nazione a sé. Perciò, dipendeva (sempre sulla carta) dal comando del HVO, l'esercito della Repubblica croata di Erzegovina. In realtà l'HOS di Erzegovina seguiva le direttive che giungevano da Zagabria e in molti casi recepiva le normative del governo della Repubblica Bosniaca di Sarajevo, il che creava energici contrasti con l'HVO che considerava lo Stato di Bosnia come un alleato solo temporaneo, più di ingombro che di utilità e col quale sarebbe prima o poi venuto ai ferri corti, per i troppi conti aperti. Alcuni membri HOS in Bosnia-Erzegovina, oltre alle loro insegne, portavano apertamente le mostrine della TO BiH (la milizia territoriale bosniaca). Benché non abbia mai negato la propria collaborazione all'HVO, e si batta valorosamente fianco a fianco con esso, l'HOS e i suoi comandanti (su tutti il carismatico e abile capo di stato maggiore, colonnello Blaz Kraljevic) insiste a mantenere stretti rapporti con il governo di Sarajevo, cercando di creare un fronte unico croato-bosniaco; e nel complesso, si comporta come un vero esercito nazionale. Fonda anche la propria polizia militare, in Erzegovina occidentale, comandata dal capitano Ivan Petrušić.

### Combattimenti in Bosnia (1992-93)

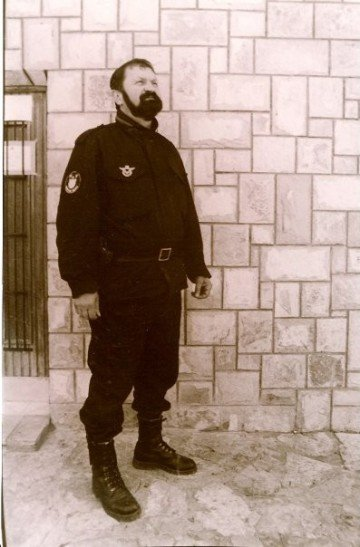
Il colonnello (più tardi generale) Blaz Kraljevic, (Ljubuski, 17.09.1947 - Krusevo 09.08.1992) capo di Stato Maggiore del HOS in Erzegovina. Convinto che croati e bosniaci dovessero unirsi in un fronte unico contro i serbi, entrò presto in contrasto con la politica del governo croato. Fu assassinato in circostanze misteriose assieme ai suoi collaboratori il 9 agosto 1992.

Il HOS in Bosnia centrale si è distinto a Zenica, a Novi Travnik, Kakanj, Vitez, Konjic, Jablanica e Fojnica, e ha duramente sconfitto le forze paramilitari serbe intorno a Jajce e Travnik durante le febbrili battaglie dell'estate-autunno 1992. Comandante del HOS nel settore operativo della Bosnia centrale era il maggiore Darko Kraljevic, con sede a Vitez.
Unità HOS combattono anche in Bosnia orientale, a Foča e Goražde. Sul fronte di Domaljevac e nella Bosanska Posavina agiva il 2º Battaglione "Ante Paradžik" sotto il comando di Stojan Vujnović "Srbin". Bosanski Brod era anch'essa difesa dal HOS sotto il comando del colonnello Ante Prkacin, che a giugno è promosso capo del personale delle HOS. Il 6 giugno del 1992 i reparti HVO e HOS d'Erzegovina sferrano un'offensiva congiunta, con la quale in poche ore liberano i villaggi di Klepci, Tasovcici e Prebilovci nella provincia di Caplina, preludio all'Operazione "Lijpanska Zora" ("Alba della Lijpanja").

### Il generale Blaž Kraljević
Il più famoso comandante della HOS, cuore e anima delle HOS in quel settore, fu il maggior generale Blaz Kraljevic, Capo di Stato Maggiore HOS in Bosnia-Erzegovina. Kraljevic era un croato rimpatriato dall'emigrazione e un nazionalista e patriota convinto. Non brillava per diplomazia: esortò pubblicamente i soldati HVO a unirsi al HOS e a negare obbedienza a Mate Boban, il presidente autoproclamato della Comunità croata della Bosnia-Erzegovina e, in effetti, uomo di fiducia del presidente croato Franjo Tudjman, di cui è anche compagno di partito (HDZ). Kraljević è spesso in contrasto con Boban e con la classe politica croata dell'Erzegovina, che accusa di vanificare per calcolo politico i risultati ottenuti sul campo a prezzo di molto sangue e sofferenze. In più, Kraljević chiede pubblicamente il ritiro dei Caschi Blu ed una condotta militarmente più incisiva, mentre da parte della dirigenza politica croata si lavora per il compromesso, più gradito all'Unione Europea ed alle forze ONU; inoltre, mentre la classe politica croata, in conformità alle disposizioni provenienti da Zagabria, prende sempre più le distanze dalla Repubblica Bosniaca e dal presidente di essa Alija Izetbegović a causa delle dispute territoriali, Kraljević invece offre collaborazione al governo bosniaco e caldeggia un'unione militare tra croati e bosniaci, per una comune difesa dall'aggressione militare serba (che nell'estate 1992 stava toccando l'apice). Tale progetto era visto con favore dagli ambienti militari croati, ma non da quelli politici che lo ritenevano destabilizzante per i delicati equilibri, anche internazionali, in gioco: e anche da parte bosniaca vi erano degli oltranzisti che rigettavano ogni alleanza con i croati, che avevano occupato larghe porzioni della Bosnia e perciò, per i "falchi" di Sarajevo, erano visti sempre meno come alleati e sempre più come nemici.
Kraljević gode di amicizie e consensi nell'HVO, e riesce a ottenere importanti aiuti militari per rifornire ed equipaggiare le unità del HOS sotto il suo comando. Possiede uno spiccato talento militare e guida le operazioni in Erzegovina con indubbia abilità, in modo che l'HOS, che a quel punto ha anche delle unità militari bosniache sotto il proprio comando, somiglia sempre di più a un esercito autonomo, che pianifica e conduce operazioni in proprio. In realtà, l'autonomia del HOS era amministrativa, non operativa, poiché nelle operazioni militari rimase sempre sotto il comando tattico del HVO.
Il 20 luglio 1992, Kraljević viene nominato generale dell'esercito bosniaco e membro dello Stato Maggiore dell'Esercito della Bosnia-Erzegovina a Sarajevo. Il 7 agosto del 1992 si reca a un incontro con il presidente della Repubblica Croata di Erzegovina, Mate Boban; il 9 è sulla via del ritorno, ma viene ucciso in un posto di blocco dell'HVO a Kruševo, assieme agli 8 militari della sua scorta. Secondo lo Stato Maggiore del HVO, Kraljević e i suoi uomini sono stati vittime di un "funesto incidente". Un'inchiesta formale per omicidio non è stata avviata fino al 2009, ma lo stesso anno è stata archiviata senza motivazione. Nel maggio 2013 l'inchiesta è stata però riaperta.

### Il conflitto croato-bosniaco: l'HOS si divide (1992)

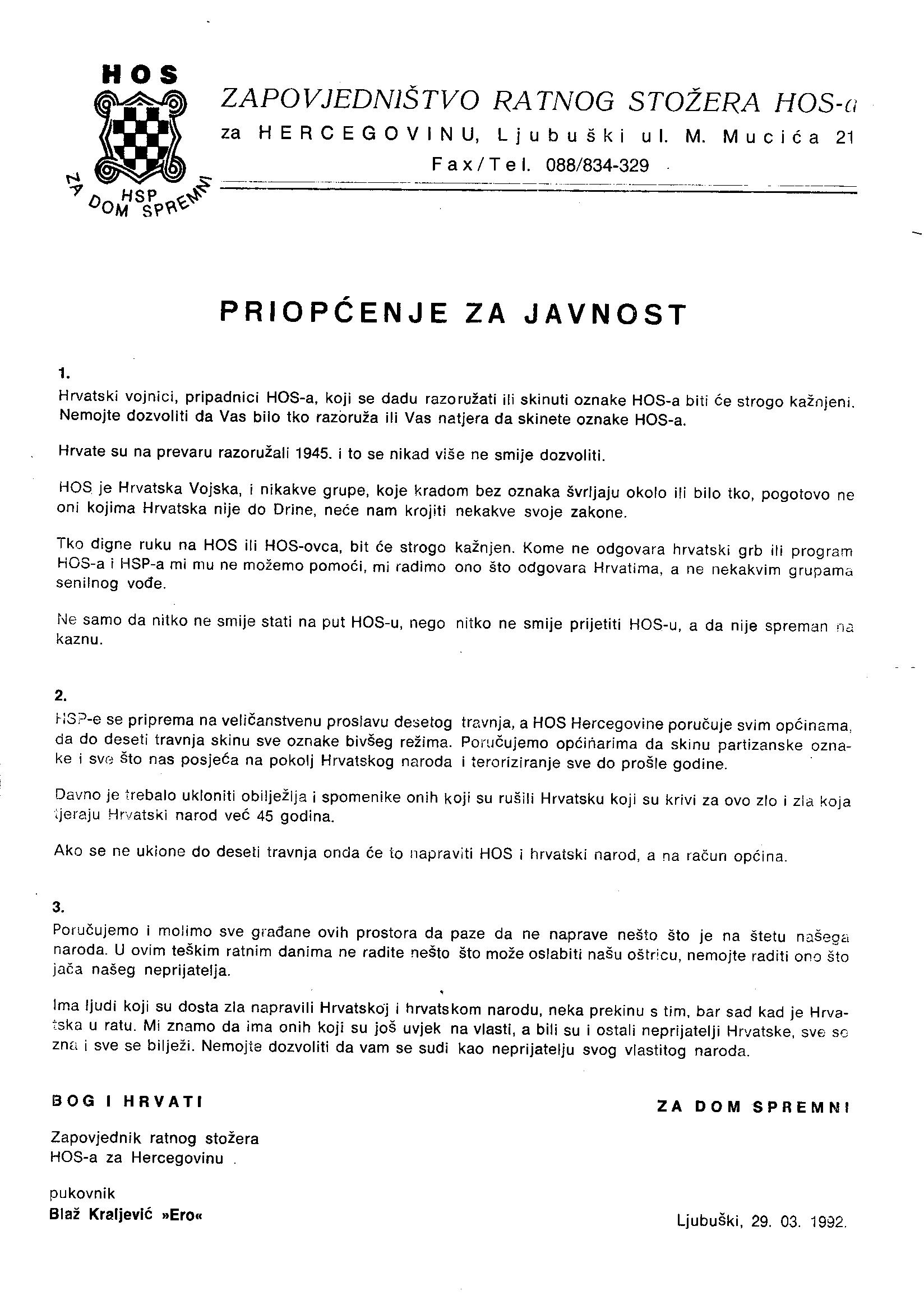
Il famoso manifesto pubblicato da Blaz Kraljevic, in cui esorta i croati della Bosnia Erzegovina a diffidare di Mate Boban e a unirsi per difendere le proprie comunità.

Dopo la morte di Kraljević, vi è il concreto pericolo di un aperto conflitto tra il HVO e il HOS, cioè una guerra civile tra croati in Bosnia. Le esortazioni dei comandi delle HVO di consegna delle armi e di arruolamento coatto nei confronti delle unità HOS vengono infatti tutte respinte minacciosamente, e alcuni comandanti HOS locali arrivano a ordinare di reagire con le armi se la polizia militare croata o i militari del HVO avessero cercato di disarmare i loro reparti. Pertanto, a Grude, nell'agosto 1992 si tengono diverse riunioni dei rappresentanti di HOS e dell'HVO. Il HOS è rappresentato dal generale Ante Prkačin (nuovo Capo di Stato Maggiore HOS), dal maggiore Stanko Primorac (comandante del HOS in Erzegovina temporaneo) e dal maggiore Krešimir Pavičić, mentre rappresentano l'HVO Vice Vukojević, Mate Boban (Presidente della Comunità Croata di Herceg-Bosna) e il maggiore generale Slobodan Praljak (Capo di Stato Maggiore del HVO) ma la situazione resta tesa: l'HVO chiede ripetutamente ai rappresentanti del HOS di cedere personale e armamenti, richieste che vengono sempre respinte. Il 23 agosto 1992, il Capo di Stato Maggiore generale del HOS, brigadiere generale Ante Prkaćin, accetta di firmare un documento in cui si concorda lo scioglimento del HOS: ciò solleva una mezza rivolta fra i reparti e il Comando Generale HOS di Zagabria respinge il documento ed espelle immediatamente Prkaćin dai propri ranghi. Dopo la guerra, il generale del HVO Slobodan Praljak, ha ammesso di avere ideato lui stesso il documento e che Ante Prkaćin l'aveva firmato perché già in precedenza si era accordato con i dirigenti politici croati per lavorare allo scioglimento del HOS.

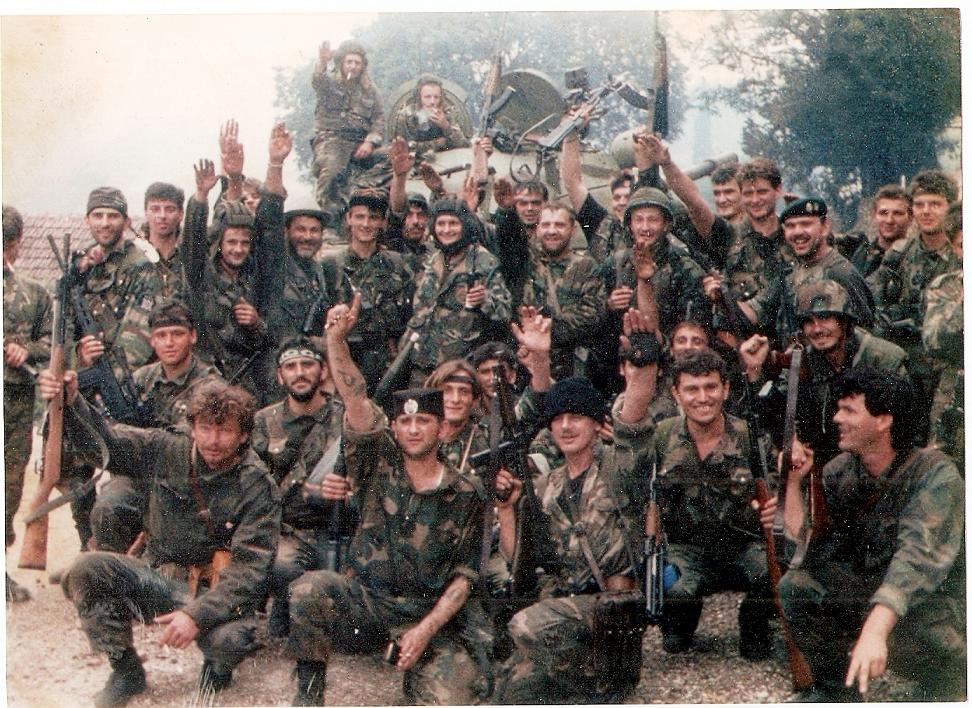
Militari HVO e HOS durante l'operazione Lijpanska Zora (giugno 1992) festeggiano la cattura del villaggio di Klepci.

Ad ogni modo, l'HOS cominciò a sfaldarsi come corpo combattente autonomo: poco a poco, le sue unità vennero costrette a passare nell'HVO, e sebbene conservassero il diritto a una spiccata identità mantenendo i loro comandanti, le loro insegne e le loro uniformi, non furono più in grado di amministrarsi e gestirsi autonomamente, né di organizzare azioni militari autonome. Era ciò che la dirigenza politica croata voleva: il conflitto con la Bosnia musulmana era alle porte e non era pensabile di affrontarlo con l'HOS che non si sapeva da che parte sarebbe stato.
All'inizio di settembre '92, la leadership dell'HVO richiese al maggiore Stanko Primorac (che tuttora comandava i reparti HOS in Erzegovina) il trasferimento di un'unità d'élite HOS dall'Erzegovina nella sacca di Bosanska Posavina, duramente assediata dalle truppe jugoslave, per tentare un'estrema difesa. Primorac sapeva bene cosa ciò significasse: il sacrificio suo e dei suoi uomini. Tuttavia obbedì e prese lui stesso il comando del Battaglione d'Assalto HOS (Udarna Bojna HOS-a), creato ad hoc, con personale volontario attinto dai vari reparti. La gran parte dei suoi soldati infatti cadde durante la battaglia e la ritirata di Bosanska Posavina, mentre le HOS in Erzegovina, senza una leadership decisiva, finirono con l'indebolirsi rapidamente. Dobroslav Paraga aveva perciò inviato in Erzegovina il carismatico Mile Dedakovic, promosso generale, per impedire la disgregazione del HOS, senza riuscirci. Il conflitto croato-musulmano comincia ad avvampare già da metà ottobre e le unità HOS si schierano per la maggior parte con l'HVO, mentre altri reparti a maggioranza musulmana scelgono di combattere con l'Armata bosniaca (Armija BiH).

### 1993, la crisi e lo scioglimento
Il 9 ottobre 1992, per ordine di Dobroslav Paraga, viene istituito un unico comando per tutte le unità HOS in Bosnia-Erzegovina, diretto dal colonnello Mladen Holman, già comandante delle HOS a Zenica. Vicecomandante e capo di stato maggiore viene nominato il maggiore Robert Brešić; e ispettore del personale il maggiore Jordan Ostoijć. Viene istituito un ufficio armi ed approvvigionamenti e un ufficio operazioni e addestramento; Ma tutto ciò non riesce a fermare le perdite del HOS: molti volontari trasmigrano nelle formazioni del HVO.
Contemporaneamente, infatti, sia le autorità militari croate che quelle bosniache fanno forti pressioni sui comandanti locali delle HOS. In queste circostanze, la posizione dei reparti, i sentimenti dei comandanti e quelli della truppa (a volte divergenti), fanno la differenza. Le unità HOS a Sarajevo, Konjic e Jablanica infatti (completamente schierate in territorio bosniaco e a maggioranza musulmana) si mettono sotto il comando dell'Esercito della Bosnia-Erzegovina (Armija BiH), anche se alcuni ufficiali croati di quei reparti abbandonano le loro unità e raggiungono i reparti HOS in Erzegovina; e a Vitez, Livno, Tomislavgrad, Capljina, Mostar, Zenica e Kakanj gli HOS vengono inquadrate nel HVO. Inizia un sanguinoso regolamento di conti tra l'HOS e l'Armija BiH bosniaca, in cui alcuni comandanti HOS cadono vittime. Il maggiore Stojan Vujnovic, uno dei comandanti HOS in Posavina, è ucciso in un agguato, non si è mai saputo da parte di chi. Il tenente colonnello Ivo Vuletic, comandante delle HOS a Kakanj e che aveva rifiutato le offerte di collaborazione bosniache, viene ucciso a metà ottobre da membri dell'Armija di Bosnia-Erzegovina in uno dei primi incidenti che portarono allo scoppio del conflitto tra croati e bosniaci (vedi sotto). Ad ogni modo, la maggior parte delle HOS in Bosnia si schierarono con l'HVO, dove in alcuni casi formarono le unità di base per operazioni speciali.
Presto avvengono infatti numerosi incidenti tra l'HVO e l'Armija BiH. Allo scoppio del conflitto croato-musulmano a Prozor, alla fine di ottobre del 1992, l'unità locale di HOS si schiera fin dall'inizio con l'HVO. Nel novembre del 1992, Dobroslav Paraga riorganizza le HOS, tenendo per sé il ruolo di comandante in capo, senza più un Comando Generale subordinato per la Bosnia ma restando egli stesso comandante supremo delle HOS.
Nonostante la rapida dispersione dei reparti HOS, alcuni mantengono un'indipendenza formale fino al 1993. Il 2º Battaglione HOS Stojan Vujnovic è sopravvissuto a Bosanska Posavina fino a febbraio 1993, quando viene sciolto, e il 1º Battaglione d'Assalto HOS di Zenica è sopravvissuto dell'esercito croato dell'Erzegovina fino ad aprile 1993. Il 16 aprile questa unità divenne definitivamente parte della 156ª Brigata HVO, comandata dal generale Tihomir Blaskic. Questa data è anche presa come data di cessazione del HOS come organizzazione. Tuttavia, alcune unità HOS continuarono a portare orgogliosamente le loro bandiere e le loro insegne, sebbene fin dall'estate 1993 ormai non esistesse praticamente più uno Stato Maggiore HOS e un comando operazioni HOS: i reparti dipendevano sia operativamente che amministrativamente dall'esercito croato o dall'esercito del HVO di Erzegovina. Entro il 1994, erano ormai stati tutti quanto sciolti o trasformati in unità di fanteria croate.
Solo il celebre 9º Battaglione d'Assalto HOS Rafael Vitez Boban di Spalato, la più famosa unità militare della Dalmazia comandata dal carismatico e popolare Jozo Radanovic, resisté caparbiamente a tutti gli ordini di scioglimento, assumendo addirittura la forma giuridica di "associazione di volontari" pur di continuare ad esistere; fino al 1995. Allora, l'ordine di cessare ogni attività divenne perentorio, e in una suggestiva cerimonia, l'ultima bandiera di combattimento del HOS fu ammainata a Spalato.
Nel mese di giugno 1993, il tribunale militare di Zagabria rimanda a giudizio Dobroslav Paraga, Ante Djapic, Mile Dedaković e Ante Prkacin. Sono accusati di organizzazione di unità paramilitari (HOS), mettendo in pericolo l'ordine costituzionale della Repubblica di Croazia, della pianificazione di un colpo di stato, di ottenere illegalmente armi e di agitazione contro le autorità. Il procuratore militare è Mirsad Baksic. Contro Đapić, Dedakovic e Prkacin testimoniano fra gli altri Kresimir Pavelic (ex segretario HSP), Janko Bobetko (generale HV) e Mate Sarlija Daidža (generale HV e HVO), mentre la difesa degli imputati è affidata a Zvonimir Hodak, legale rappresentante del HSP. Il processo è durato un mese e ha attirato moltissima attenzione del pubblico croato. Alla fine le accuse sono state ritirate, tutti gli imputati sono stati dichiarati innocenti, e la sentenza della Corte Suprema croata è di pieno riconoscimento del HOS come una parte legittima dell'esercito croato.

## Il comportamento in battaglia
Quanto al comportamento delle unità HOS sul campo di battaglia, le testimonianze sono tutte unanimi nel definire i combattenti HOS dei soldati eccellenti, molto disciplinati, valorosi ed estremamente determinati. Bene armati ed equipaggiati, tutti volontari, tutti ardenti nazionalisti ed estremamente motivati, i militi del HOS consideravano la morte in battaglia come l'onore più alto e si guadagnarono fin dai primissimi scontri una reputazione di temibile aggressività, fanatico coraggio e abilità militare; reputazione che non fece che aumentare per tutta la durata del conflitto. Molti reparti HOS furono in grado di vantare, oltre a ciò, anche un notevole livello organizzativo e addestrativo e divennero quindi l'incubo per le truppe paramilitari serbe e per l'esercito popolare jugoslavo. Molto spesso i comandanti delle Brigate della ZNG si servirono proprio dei reparti HOS inquadrati nelle loro unità per formare i Reparti per Operazioni Speciali (Postrojbe za Specijalne Operacije) che ogni Brigata ZNG dovette formare a partire dall'estate 1992, e ciò la dice lunga sulla considerazione di cui godeva l'HOS. Testimonianze di reduci sia di parte croata che bosniaca che serba, sono concordi nel sottolineare la devastante pericolosità delle incursioni in profondità delle Unità Speciali HOS, la loro incrollabile tenacia in difesa, i loro feroci assalti condotti con sprezzo del pericolo e fanatico coraggio, al grido di battaglia „Do Drine!“ („Alla Drina!“).
„Direi che i soldati volontari del HOS siano stati senz'altro tra i migliori soldati della Croazia, guerrieri duri, che si battevano sempre con fanatismo a volte incosciente: ma il sacrificio per la patria, per loro come per noi, ha sempre un senso. Avevano un'incrollabile fiducia in se stessi e anche contro dei nemici largamente superiori in forze, li ho sempre visti attaccare con decisione. Adoravano i loro ufficiali e obbedivano loro fedelmente.“
„Combattevano sempre con grande coraggio e abilità. In Dalmazia e a Dubrovnik, dove ho prestato servizio al fronte e ho partecipato a diversi scontri affiancato dai combattenti HOS, devo dire che si sono sempre comportati in modo molto professionale e con valore“.
"Molte volte alla fine del 1991 e l'inizio del 1992 ho incontrato molte formazioni HOS, alcune piccole altre più grandi, sul campo di battaglia o nelle retrovie; e non posso negare il loro valore di combattimento, in particolare delle formazioni più grande, e di coloro che le comandavano, realistici e competenti... Unità minori portavano uniformi nere nella primavera e in estate, a Bosanska Posavina; ma poi tutte queste formazioni hanno adottato le uniformi ufficiali croate. Verosimilmente, solo loro sono rimaste sul campo di battaglia, anche dopo, quando l'HV e l'HVO ebbero l'ordine di ritirarsi a nord della Sava."
"Quando ero al Battaglione di Čapljina a cercare volontari per accompagnarmi a Domanovici, nessuno si presentò; tranne il comandante di una compagnia HOS, il cui comando era a Ljubuski. Gli ho chiesto in quanto tempo poteva mettere in marcia almeno un plotone, se non un'intera compagnia. Mi rispose che poteva volerci un'ora. Acconsentii, ed in effetti inviò un plotone rinforzato e seguì i miei carri unendosi a una compagnia della 4ª brigata a Gubavica. Più tardi egli venne aggregato all'esercito croato, e ha dimostrato di essere molto coraggioso e leale in tutte le operazioni in Erzegovina".
"Se non fosse stato per gli HOS, Vukovar sarebbe caduta già nel mese di settembre."
Va tenuto presente che all'interno delle HOS prestavano servizio diverse donne, sia come ausiliarie che come combattenti, e si sono rivelate non meno valorose e abili dei loro colleghi maschi. Un altro dato da tenere in considerazione è la presenza di volontari stranieri nelle HOS, e non si parla già di persone di origine croata nate e residenti all'estero (ce ne erano molti) bensì di stranieri veri e propri: tedeschi, francesi, inglesi, belgi, austriaci, italiani, spagnoli, svizzeri e altri, sebbene non mercenari in senso stretto in quanto sottoposti alla stessa disciplina militare e allo stesso trattamento economico dei militari croati. Diversi volontari provenienti da tutta Europa, desiderosi di difendere l'indipendenza della Croazia, attratti dall'ideologia fortemente militarista e nazionalista delle HOS, si arruolarono sotto le sue bandiere e prestarono un esemplare servizio: molti di essi erano militari esperti, provenienti da reparti d'élite come la Legione straniera francese, i Royal Marines, ecc. e furono preziosi nell'organizzazione di molti Battaglioni HOS. L'ex-volontario HOS francese J.H.C. ad esempio ricorda che nel suo reparto, il 13º Battaglione HOS „Vitez Jure Francetic“ c'erano 5 francesi, 4 tedeschi, 3 austriaci, un italiano e uno svizzero. Degno di nota il caso di un volontario italiano HOS, C.C., che fece parte anche della ZNG, prestò servizio dal 1991 al 1994, divenne ufficiale dell'esercito croato e fece parte di un reparto speciale HOS molto attivo in Bosnia e in Erzegovina.
Non pochi volontari stranieri pagarono con la vita la loro fedeltà alla causa croata. Il soldato francese Jean Michel Nicollier, membro del HOS di Vukovar, fu ferito in combattimento e preso prigioniero nell'ospedale dalle truppe jugoslave dopo la caduta della città, nel novembre 1991: consegnato ai paramilitari serbi, fu sommariamente assassinato assieme a centinaia di prigionieri croati, civili e militari. Un altro volontario HOS francese, Dominic Gay, morì in combattimento a Livno, in Erzegovina; a Derventa, cadde in battaglia il tedesco Hans-Peter Furst; e molti altri.
I militi HOS catturati vennero molto spesso uccisi e torturati selvaggiamente dai miliziani serbi. Il volontario HOS austriaco H.T. fu catturato a Vukovar dall'esercito jugoslavo e rinchiuso in carcere a Belgrado per 6 mesi fino alla sua liberazione a seguito di un accordo per scambio di prigionieri tra serbi e croati; ma molti altri non furono così fortunati. Decine di soldati HOS catturati in Bosnia, ad esempio, finirono nel terribile campo di concentramento di Gornji Vakuf dove chi non morì di stenti fu condotto a Srebrenica, nel campo di prigionia dell'esercito serbo-bosniaco, per essere ucciso assieme a migliaia di altre persone.
I militi HOS, a causa del loro pesante impegno durante la guerra in Croazia e in Bosnia- Erzegovina, e della loro determinazione a battersi fino all'estremo ed alla riluttanza ad abbandonare la lotta, indipendentemente dalla situazione, subirono severe perdite in combattimento: più di 500 caduti e 1200 feriti e mutilati, su un totale di meno di 7000 effettivi.

## Attrezzature, uniformi, insegne ed armi

### Uniformi ed equipaggiamento

Bandiera croata utilizzata ufficialmente dal HOS: è esattamente identica al vessillo nazionale dello Stato Indipendente di Croazia usato dal 1941 al 1945, salvo che nella lunghezza (la versione originale del 1941 ha un rapporto base x altezza di 2,5:1). L'emblema al centro è quello storico croato, con il primo scacco in alto a sinistra bianco: l'opposto del nuovo emblema nazionale adottato da Franjo Tudjman nel 1990, che vi aggiunse anche una corona con le insegne delle regioni croate. Tale emblema venne rifiutato dai nazionalisti croati che lo consideravano di fantasia e quello tradizionale, qui riprodotto, era considerato il "vero" vessillo croato.

Nei primi tempi (estate 1991) le unità HOS erano alquanto raccogliticce sia nell'armamento che nell'equipaggiamento e nel vestiario: ciascuno si vestiva e armava un po' come voleva, e ciò perdurò fino alla tarda primavera del 1992, quando le unità HOS erano ormai tutte inquadrate nelle Brigate della Guardia Nazionale Croata e le forniture di materiali divennero regolari. Tuttavia, la quantità di vestiario e equipaggiamento distribuiti ai combattenti del HOS restò sempre molto variabile, e soggetta alla bontà delle relazioni tra i comandanti dei reparti e i comandi dell'Intendenza militare croata delle Brigate da cui dipendevano. In media però il corredo di un volontario delle HOS era inferiore a quello di un soldato della Guardia Nazionale.
Quando cominciarono le ostilità in Bosnia (primavera 1992) i reparti HOS bosniaci si formarono spontaneamente e senza scorte di equipaggiamento, perciò per tutta la durata della guerra si videro HOS bosniaci con misto di vestiario civile e militare.
Nell'autunno 1991 e inverno 1991-1992 giunsero in Croazia grossi lotti di uniformi invernali tedesche del disciolto esercito della DDR, acquistate dal governo croato per far fronte alla drammatica carenza di vestiario militare. Assieme alle uniformi invernali di color oliva-nocciola (molto popolari per la loro ottima fattura) giunsero anche notevoli quantità di equipaggiamento e attrezzature (zaini, sacchi a pelo, coperte, tende, cinturoni, giberne, ecc) sempre di modello tedesco-orientale, che restò in dotazione per tutta la guerra. Inoltre, l'HOS acquistò lotti di uniformi sul mercato civile.
Poi, nella tarda primavera 1992 cominciò a produrre uniformi d'ordinanza nazionali, che non erano altro che la copia locale della BDU (Battle Dress Uniform) americana, in colorazione mimetica woodland pattern. Tali uniformi giunsero abbastanza numerose ai reparti delle forze armate croate ed anche gli HOS cominciarono a vestire in modo uniforme, per la maggior parte, anche se l'estro personale rimase saldamente in uso e fino alla fine della guerra si vedevano nello stesso reparto militari con uniformi mimetiche acquisite privatamente e fuori ordinanza (ad es. tedesche, inglesi e belghe, mentre il verde oliva dell'JNA è stato sempre accuratamente evitato). Anche l'equipaggiamento prodotto in Croazia era una copia dell'ALICE (All-purpose Lightweight Individual Carrying Equipment) statunitense, cinturoni, zaini e buffetterie quando non erano di produzione US erano una copia fedele. In effetti, quanto a equipaggiamento da combattimento le HOS ebbero sempre una notevole libertà di scelta e alcune unità acquistarono per proprio conto le dotazioni che preferivano.
La dotazione NBC più diffusa era quella dell'esercito jugoslavo, maschera M68 e kit di pronto soccorso chimico, che si portava nella custodia di tela appesa alla gamba sinistra. Si videro anche alcune maschere M9A1 statunitensi, molto simili.
Gli elmetti erano quasi sempre gli M44 jugoslavi o gli M52 della Germania Est ma vennero utilizzati anche gli Sh68 russi e gli M1 statunitensi (molto apprezzati). Nelle HOS si vide circolare un po' di tutto, soprattutto in Bosnia: elmi svizzeri M71, M51 francesi, vecchi M39 cecoslovacchi e perfino degli M33 italiani.
La maggior parte delle unità HOS ebbero in dotazione anche delle uniformi completamente nere come uniforme da libera uscita e di servizio, quasi tutte provenienti da scorte dismesse della polizia belga e dell'esercito della Germania Orientale. Alcune unità hanno utilizzato divise completamente nere anche in combattimento e nella memoria collettiva popolare gli HOS sono perciò comunemente chiamati „i Battaglioni Neri“ (Crne Bojne).
Quanto ai veicoli, le HOS si sono sempre dovute arrangiare con mezzi civili e privati, anche se le unità HOS aggregate alle Brigate dell'esercito croato sono sempre state ben fornite di veicoli militari.
Benché ci fossero dei regolamenti circa le insegne e i distintivi da portare, anche in questo c'era una certa libertà per l'iniziativa personale. I volontari del HOS di nazionalità straniera, ad esempio, portavano con sé uniformi e insegne dei loro eserciti e li utilizzavano regolarmente.

### Insegne
L'insegna ufficiale del HOS era un grande emblema di panno nero, con un bordo azzurro chiaro, recante al centro un rombo annodato caricato dello stemma nazionale croato, uno scudo partito in 25 scacchi bianchi e rossi. Il bordo superiore dello stemma reca la sigla „HOS“ in caratteri bianchi e il bordo inferiore il motto „ZA DOM SPREMNI“ (Pronti per la Patria), anch'esso in caratteri bianchi. Tale insegna era portata da tutto il personale delle HOS, e andava portata sulla spalla sinistra, benché qualcuno lo portasse sul petto e taluni lo portavano su entrambe le spalle. Inoltre, i militari HOS distaccati presso le Brigate della Guardia Nazionale o presso la Polizia portavano anche le insegne di reparto previste.
Esiste una vasta gamma di varianti dell'insegna ufficiale delle HOS: in Bosnia era distribuita una variante con la dicitura „TO BiH“ al posto del motto "Za Dom Spremni"; c'erano varianti con l'intestazione dei vari reparti; all'inizio del 1992 era stato tentato di distribuire una versione con la dicitura „Hrvatska Vojska“ (esercito croato) al posto del motto, ma non fu mai molto diffusa. La versione più rara è quella che reca la dicitura „Oruznistvo“ („Gendarmeria“) ricamata in filo argento o oro appena sopra il motto; era portata dalle unità di Polizia Militare HOS, esperimento ufficialmente autorizzato dalle autorità militari ma concretamente poco applicato. I militari del HOS aggregati alla Polizia Militare Croata (VP, Vojna Policija) portavano le relative insegne assieme a quelle del HOS e le caratteristiche cinture di cuoio bianco.
Erano previste delle mostrine romboidali da portare al bavero, di 4 cm di lato, di panno rosso scarlatto, caricate dello scudetto nazionale croato a scacchiera, molto simili a quelle in dotazione all'esercito croato nel 1941-45: ma ne vennero distribuite poche e perlopiù agli ufficiali. Piuttosto diffuso l'uso di portare al bavero, a modo di mostrine, le caratteristiche „U“ metalliche con la granata fiammeggiante dei reparti Ustascia; anche se tale insegna non fu mai autorizzata ufficialmente era molto popolare e alcuni Battaglioni HOS l'adottarono praticamente d'ordinanza, addirittura distribuendo la versione argentata alla truppa e quella dorata agli ufficiali, esattamente come nell'esercito croato della seconda guerra mondiale.
I berretti in dotazione erano il BDU a visiera di modello statunitense, sia nella versione mimetica che in quella nera. Veniva spesso portato un basco di panno nero, soprattutto in libera uscita e in servizio di guardia; raramente però in combattimento. Sul basco o sul berretto era fissato l'emblema del HOS, lo scudetto nazionale croato (che differiva da quello in uso presso l'esercito per il fatto che aveva il primo riquadro della scacchiera di colore bianco, mentre quello dell'esercito lo aveva di colore rosso; in effetti, il modello di scudetto usato dal HOS era esattamente identico a quello in uso nel 1941-1945). I reparti per operazioni speciali (Specijalne Postrojbe, oppure anche Specijalne Naznacenije) portavano un'insegna di metallo dorato raffigurante un'aquila ad ali spiegate, caricata dello scudetto a scacchiera nazionale croato e recante una spada tra gli artigli, simile nel disegno all'insegna delle unità speciali dell'esercito jugoslavo.
"Era normale portare il berretto o il basco nero assieme all'uniforme mimetica, in servizio o in libera uscita, per distinguersi dai militari della Guardia Nazionale. In combattimento però non si portava niente che non fosse mimetico e nemmeno nessuna insegna. A volte ci veniva ordinato di toglierci perfino le piastrine di identità e dovevamo portare degli stracci colorati legati alle maniche per distinguerci, poiché i serbi erano vestiti in modo molto simile a noi."
Le insegne di grado erano esattamente le stesse utilizzate dalla Guardia Nazionale e dal HVO. Alcuni esemplari di insegne di grado su fondo nero anziché grigioverde vennero realizzate, ma non c'è notizia che siano state effettivamente portate. In tutte le forze armate croate le insegne di grado rimasero sempre un accessorio molto ricercato e distribuito in modo poco regolare, così molti militari se le confezionavano da sé e i militi del HOS non fecero eccezione. Si conoscono molte insegne da ufficiale per le HOS realizzate in passamaneria e metallo, anziché in rilievo plastico come nel modello d'ordinanza. In alcune unità, per distinguersi dai militari dell'esercito croato, gli ufficiali HOS portavano talvolta i gradi su dei tubolari di colore nero anziché il regolamentare grigioverde.
L'unico grado gerarchico delle HOS che differiva da quelli previsti per le forze armate croate era il grado di Krilnik (generale), un'antica denominazione tradizionale croata in disuso da tempo e che le HOS avevano riadottato per ricollegarsi alla tradizione militare storica della Croazia.

### Armamento
Le Unità HOS erano generalmente ben armate, con armi di fanteria di solito catturate al nemico o ricevute dalla Guardia Nazionale, quindi dello stesso modello in dotazione all'esercito jugoslavo. Tuttavia il HSP acquistò delle armi leggere o le ricevette dalle comunità croate all'estero: ad esempio in Erzegovina giunsero dei consistenti lotti di FAL argentini donati da oriundi croati residenti in Argentina, e in Dalmazia arrivarono alle unità HOS operanti in zona alcuni Steyr AUG austriaci. Sempre dall'Austria sono giunti molti fucili di precisione Steyr SSG e Heckler-Koch G3 SSG. Senza contare le molte armi affluite „privatamente“ per mille rivoli.
Comunque, l'armamento jugoslavo restò di gran lunga il più diffuso e molti militi HOS di unità più „isolate“ (soprattutto in Bosnia) dovettero accontentarsi di vecchie armi prelevate dai depositi della Teritorijalna Obrana (Difesa Territoriale) jugoslava, e risalenti alla 2ª guerra mondiale: fucili Mauser K98 e le copie jugoslave M48, mitra Sten, Thompson M1 e PPŠ-41, mitragliatrici Browning M1919 e perfino Lewis M1916, fucili mitragliatori Bren e DP28: queste furono le armi "veterane" del 2° conflitto mondiale che apparvero con maggior frequenza nelle mani degli HOS in Bosnia-Erzegovina.
Meglio erano armati gli HOS provenienti dalla Croazia e aggregati all'esercito croato: per quanto cronicamente a corto di armi, la ZNG distribuì alle HOS quasi sempre armamento moderno ed efficiente: carabine M59/66, fucili d'assalto M70, fucili di precisione M76, mitragliatrici M53 Sarac e PK, lanciagranate RPG-7, M79 ("Osa") e M80 ("Zolja"). Tutte le unità HOS operative avevano inoltre armi pesanti da fanteria, come mortai da 60 e da 82 mm, mitragliere Browning M2HB da 12,7 mm e contraeree da 20 mm. Le armi anticarro più diffuse erano, oltre ai lanciarazzi M80 Zolja da 64 mm e Osa da 89 mm, gli onnipresenti missili filoguidati Maljutka e i cannoni senza rinculo BST B-10 da 82 mm. Reparti HOS molto organizzati, come il 13º ed il 9º Battaglione, disponevano anche di cannoni da montagna da 76 mm. Ma per il fuoco di supporto, le HOS hanno sempre dovuto fare affidamento sull'artiglieria dell'esercito croato.

## Ordine di battaglia (1992)
| Reparto                                                                  | Comandante                                          | Sede e zona di operazioni | Incorporato nella seguente unità:                             |
| ------------------------------------------------------------------------ | --------------------------------------------------- | --- | ------------------------------------------------------------- |
| I. Bojna "Rafael Vitez Boban" (in seguito I. bojna "Ivan Vitez Brdar")   | Mate Šukan                                          | Livno, BiH | Brigada "Petar Krešimir IV" HVO                               |
| II. Bojna "Ante Paradžik" (in seguito II. bojna "Stojan Vujnović Srbin") | Stojan Vujnović                                     | Domaljevac, BiH | 104. brigada Bosanski Šamac HVO                               |
| 4. bojna HOS-a (4° Btg HOS)                                              |                                                     | Hrvatska | HV                                                            |
| Fojnička satnija HOS-a                                                   | Pero Bošnjak                                        | Fojnica |                                                               |
| 6. bojna "Marijan Baotić"                                                | Ivica Zupković Ivan Zoraja                          | Vinkovci, Hrvatska | 109. brigada HV                                               |
| IX. bojna "Rafael vitez Boban"                                           | Jozo Radanović Marko Skejo                          | Split, Hrvatska | 4. brigada HV 114. brigada HV                                 |
| 1. satnija "Ante Paradžik"                                               | Miroslav Martinovski                                | Jasenovac, Hrvatska | HV                                                            |
| Vukovarska satnija HOS-a                                                 | Robert Šilić                                        | Vukovar, Hrvatska | 204. brigada HV                                               |
| 13. bojna "Jure vitez Francetić"                                         | Ivan Mamić                                          | Tomislavgrad, BiH | brigada Kralj Tomislav HVO                                    |
| Vitezovi                                                                 | Darko Kraljević                                     | Vitez, BiH | Viteška brigada HVO                                           |
| 101. bojna "Do Drine" (101. Btg. "Do Drine")                             | Mate Matasin                                        | Sarajevo, BiH | Hrvatska brigada Kralj Tvrtko Prvi korpus Armije RBiH         |
| 19. bojna "Vitez Jure Francetić"                                         | Valentin Rajković                                   | Gospić, Hrvatska | 118. brigada HV                                               |
| Crni vukovi Kalesija(vukovije)                                           | Refik Fiko Brđanović                                | Kalesija, BiH | ARBiH                                                         |
| Vod HOS-a "Žigosani" (kasnije PPN Žigosani)                              |                                                     | Novi Travnik, BiH | Brigada Stjepan Tomašević HVO                                 |
| Satnija HOS-a Kakanj                                                     | Ivo Vuletić Tomislav Tokmačija Crni                 | Kakanj, BiH | Brigada HVO "Kotromanić" Kakanj                               |
| Satnija HOS-a "Lovac" (in seguito Interventni vod "Lovac")               |                                                     | Ljubuški, BiH | 156. brigada HV                                               |
| Samostalna satnija osiguranja (Compagnia autonoma di Sicurezza)          | Ante Perković                                       | sede: Zagabria, unità di presidio e sicurezza del QG HOS servizio operativo: Battaglia delle Caserme (estate 1991), fronte della Kupa, Slavonia, Jasenovac, Posavina, Karlovac (autunno-inverno 1991) | MUP (polizia di stato) dal gennaio 1992: HV (esercito croato) |
| Mostarska satnija HOS-a                                                  | Željko Martinović Vinko Martinović                  | Mostar, BiH | 1. brigada Mostar HVO                                         |
| Ljubuška satnija HOS-a                                                   |                                                     | Ljubuški, BiH | 4. brigada Stjepan Radić HVO                                  |
| I. pohodna bojna HOS-a                                                   | Mladen Holman                                       | Zenica, BiH | 1. brigada OS Zenica 156. brigada Zenica HVO                  |
| Tuzlanski vod HOS-a                                                      | Viktorin Jurić                                      | Tuzla, BiH | 115. brigada Zrinski HVO                                      |
| Čapljinska bojna HOS-a                                                   | Tomislav Zvono Ivica Vego                           | Čapljina, BiH | Brigada Knez Domagoj HVO                                      |
| Sinjski vod HOS-a                                                        | Dušan Jukić                                         | Sinj, Hrvatska | 126. brigada HV                                               |
| Blagajski vod HOS-a                                                      | Zulfo Batlak                                        | Blagaj, BiH | 4. korpus Armije RBiH                                         |
| Čepinski bataljun HOS-a                                                  | Slobodan Tolj                                       | Čepin, Hrvatska | HV                                                            |
| Travnički vod HOS-a                                                      | Berislav Šapina                                     | Travnik, BiH | Travnička brigada HVO                                         |
| Vojna policija HOS-a Hercegovine                                         | Ivan Petrušić                                       | Ljubuški, BiH |                                                               |
| Jablanički vod HOS-a                                                     | Zvonko Lukić                                        | Jablanica, BiH | TG-1 Konjic ARBiH                                             |
| Fočanski vod HOS-a                                                       | Halim Uzunović                                      | Foča, BiH | ARBiH                                                         |
| Stolačka satnija HOS-a                                                   |                                                     | Stolac, BiH | Brigada Knez Domagoj HVO                                      |
| Gorždanski vod HOS-a                                                     | Halim Uzunović                                      | Goražde, BiH | ARBiH                                                         |
| Vod HOS-a "Sokoli"                                                       |                                                     | Požega, Hrvatska | HV                                                            |
| Bjelopoljski vod HOS-a                                                   |                                                     | Bijelo Polje, BiH | 1. bojna Bijelo Polje, 2. brigada Mostar HVO                  |
| Prozorska satnija HOS-a (kasnije PPN Marinko Beljo)                      | Marinko Beljo                                       | Prozor-Rama, BiH | Prva ramska brigada HVO                                       |
| Konjički vod HOS-a                                                       | Zvonko Lukić                                        | Konjic, BiH | TG-1 Konjic ARBiH                                             |
| MSB "Veterani"                                                           |                                                     | Hrvatska | HV                                                            |
| Širokobriješka satnija HOS-a                                             | Zlatan Mijo Jelić                                   | Široki Brijeg, BiH | HVO Široki Brijeg                                             |
| Interventni vod "Noćne ptice"                                            |                                                     | Hrvatska | HV                                                            |
| Samostalna satnija HOS-a                                                 | Luka Džako                                          | Ljubuški, BiH, Hrvatska | 141. brigada HV                                               |
| Samostalna satnija i 1. bojna Žumberak (HOS)                             | bojnik Eugen Meindorfer, satnik Dubravko Klauderoti | Žumberak, Hrvatska | HOS                                                           |